# Хильгендорф, Франц
Франц Мартин Хильгендорф (уст. Гильгендорф) — немецкий зоолог и палеонтолог. Исследование Хильгендорфа ископаемых улиток из кратера Штайнхайм в начале 1860-х годов стало палеонтологическим доказательством теории эволюции, опубликованной Чарлзом Дарвином в 1859 году.

## Биография
Франц Хильгендорф родился 5 декабря 1839 в прусском городе Нойдамм (ныне Дембно в Польше). В 1851—1854 годах учился в гимназии в Кёнигсберге-ин-дер-Ноймарк, а затем в гимназии в Берлине, которую окончил в 1858 году. В 1859 году он начал изучать филологию в Берлинском университете. После четырёх семестров он перевёлся в Тюбингенский университет. Летом 1862 года Франц присоединился к раскопкам Фридриха Августа Квенштедта в кратере Штайнхайм. В 1863 году Хильгендорф получил докторскую степень. Он закончил свои исследования окаменелостей во время работы в Музее естествознания в Берлине.
В 1868 году Хильгендорф стал директором аквариума Зоологического сада Гамбурга. В 1870—1871 годах работал библиотекарем Германской академии наук Леопольдина. В 1873 году Хильгендорф назначен преподавателем Императорской медицинской академии в Токио. Он проработал в Японии до 1876 года. Собрал коллекцию японской фауны. В 1876 году вернулся в Германию со своей коллекцией и работал в Музее естествознания в Берлине. Он был куратором секции червей и улиток, а с 1896 — секции рыб. Хильгендорф описал 36 новых видов рыб, 25 из которых являются валидными до сих пор.
Хильгендорф страдал от желудочной болезни. Он перестал работать в 1903 году и умер от болезни 5 июля 1904 года.

## Эпонимы
В честь учёного названы вид ракообразных Vargula hilgendorfii и вид рыб Helicolenus hilgendorfii.
Он открыл и описал рыбу — Ледяной бычок.